# Dogmazic
Dogmazic är en webbplats, ett webbsamhälle och ett koncept för spridning av fri musik (Creative Commons/Free Art License) – musik som laddats upp till Dogmazic server av upphovsmän och artister och som sedan distribueras genom fri nedladdning till lyssnare och användare under olika Creative Commons-licenser. I december 2007 fanns över 2000 artister uppladdade till Dogmazic.
Webbplatsen var från början franskspråkig, med start i december 2004.
Musiken som distribueras via Dogmazic kan spridas och också användas fritt i andra produktioner utan avtal med upphovsrättsorganisationer eller skivbolag. 
Genom Dogmazic får artister och upphovsmän uppmärksamhet och spridning av sin musik. De kan även få betalt för sin musik genom att vinsterna från webbplatsens reklamintäkter delas mellan Dogmazic och artisterna.